# Giovanni Pettenella
Giovanni Pettenella (n. 28 martie 1943, Caprino Veronese, Veneto, Italia – d. 19 februarie 2010, Milano, Italia) a fost un ciclist de performanță ce a reprezentat Italia, medaliat olimpic. A participat la o ediție a Jocurilor Olimpice (1964) în care a câștigat o medalie de argint.

## Participări
Lista de mai jos prezintă principalele competiții la care a participat Giovanni Pettenella de-a lungul carierei.
- cycling at the 1964 Summer Olympics – men's 1000m time trial[*]